# Вега, Марсело
Франсиско Марсело Вега Сепеда (исп. Francisco Marcelo Vega Cepeda; 5 октября 1968, Копьяпо, Чили) — чилийский футболист, завершивший карьеру. Выступал на позиции атакующего полузащитника, известен по выступлениям за чилийский клуб «Коло-Коло» и сборную Чили. Участник Чемпионата мира 1998 года.

## Клубная карьера
Вега начал карьеру в клубе «Рехиональ Атакама». Он на протяжении двух сезонов выступал за команду, после чего перешёл в «Унион Эспаньола», с которым достиг своего первого успеха — выиграл Кубок Чили. В 1992 году Вега перебрался в испанский «Логроньес», но сыграв всего три матча вернулся на родину в «Коло-Коло». В составе новой команды он во второй раз завоевал Кубок и выиграл чилийскую Примеру.
В 1996 году Вега покинул «Коло-Коло» и два сезона выступал за «Регионал Атакама» и «Сантьяго Уондерерс». В 1998 году он переехал в США, где заключил соглашение с «МетроСтарз». По окончании сезона Марсело перешёл в «Сан-Хосе Эртквейкс», но так и не смог дебютировать за команду. В 2000 году он недолго выступал в Аргентине за «Расинг» из Авельянеды. Через год Вега вернулся в «Унион Эспаньола». В 2003 году он выступал за перуанский «Сьенсиано» и «Универсидад де Чили», где и завершил карьеру.

## Международная карьера
В 1991 году Марсело дебютировал за сборную Чили. 30 мая того же года в товарищеском матче против сборной Уругвая Вега забил свой первый гол за национальную команду. Он принял участие в розыгрышах Кубка Америки в 1993, а в 1991 году стал обладателем бронзовых медалей турнира.
В 1998 году Марсело попал в заявку сборной на участие в Чемпионате мира во Франции. На турнире он принял участие в матче против команды Бразилии.

### Голы за сборную Чили
| #   | Дата        | Место          | Противник | Счёт | Результат | Соревнование      |
| --- | ----------- | -------------- | --------- | ---- | --------- | ----------------- |
| 01. | 30 мая 1991 | Сантьяго, Чили | Уругвай   | 1:0  | 2:1       | Товарищеский матч |

## Достижения
Командные
 «Унион Эспаньола»
- Обладатель Кубка Чили — 1992

 «Коло-Коло»
- Чемпионат Чили по футболу — 1993
- Обладатель Кубка Чили — 1994

Международные
 Чили
- Кубок Америки по футболу — 1991